# Joachim Friedrich Krüger
 (octobre 2024).
Si vous disposez d'ouvrages ou d'articles de référence ou si vous connaissez des sites web de qualité traitant du thème abordé ici, merci de compléter l'article en donnant les références utiles à sa vérifiabilité et en les liant à la section « Notes et références ».
Pour les articles homonymes, voir Krüger.
Joachim Friedrich Krüger (né le 15 mars 1788 à Matersen, mort le 6 octobre 1848 à Lübeck) est un sénateur de Lübeck.

## Biographie
Joachim Friedrich Krüger passe deux ans au Pädagogium Halle. Lorsque son père est ruiné, il devient commerçant. En 1810, il collabore un temps avec le sénateur Erdmann à Wismar puis fonde avec lui Erdmann, Krüger & Co. En 1815, il fait partie des Schonenfahrer de Lübeck. Krüger commence sa carrière politique comme député dans les organisations de la ville. En 1839, il est élu au sein du conseil municipal de Lübeck. Il travaille dans le domaine des finances, de la construction et de l'eau. Krüger se retire en 1846 à cause d'une névropathie.
Il est le père de Friedrich Krüger et a pour gendre Christian Theodor Overbeck.